# Ордени України
Ордени України — вид державних нагород України, встановлений Законом України «Про державні нагороди України» від 16 березня 2000. Нагородження О. У. здійснюється указами Президента України. У системі державних нагород України функціонують ордени: Держави і «Золота Зірка» звання Герой України, Свободи, кн. Ярослава Мудрого 5-ти ст., «За заслуги» 3-х ст., Богдана Хмельницького 3-х ст., «За мужність» 3-х ст., кн. Ольги 3-х ст., Данила Галицького, «За доблесну шахтарську працю» 3-х ст.

## Ордени Держави і «Золота Зірка»
Ордени Держави і «Золота Зірка» встановлено як відзнака Президента України звання Герой України Указом Президента України 23 серпня 1998. Орден Держави звання Герой України вручається особі за визначні трудові досягнення, орден «Золота Зірка» — за здійснення визначного геройського вчинку.
Перше присвоєння звання Герой України і нагородження орденом Держави відбулося Указом Президента України 26 листопада 1998. Ним було відзначено президента НАН України академіка Б.Патона. Серед осіб, удостоєних звання Герой України із врученням ордена Держави, — директор Інституту терапії Академії медичних наук України, Герой Соціалістичної Праці Л.Мала (12 січня 1999), голова правління, генеральний директор ВАТ «Запорізький металургійний комбінат „Запоріжсталь“» В.Сацький (28 січня 1999), 1-й заступник ген. директора виробничого об'єднання «Південний машинобудівний завод» В.Січовий (8 травня 1999). Станом на 20 листопада 2010 цим орденом відзначено 228 осіб.
Серед перших осіб, відзначених орденом «Золота Зірка» звання Герой України, — льотчик-випробовувач О.Галуненко (21 серпня 1999), ветерани Великої вітчизн. війни Рад. Союзу 1941–45 І.Герасимов і Л.Сушко (27 жовтня 1999), перший космонавт незалежної України Л.Каденюк (3 грудня 1999). Станом на 10 березня 2010 орденом відзначено 26 осіб, серед них посмертно — 12, зокрема ліквідатори аварії на Чорнобильській АЕС М.Ващук, В.Ігнатенко, О.Лелеченко, М.Титенок, В.Тішура (21 квітня 2006). Автор знаків двох орденів — худож. В.Брезицький.

## Орден Свободи
Орден Свободи встановлений Законом України 10 квітня 2008 для відзначення видатних та особливих заслуг громадян в утвердженні суверенітету та незалежності України, консолідації укр. сусп-ва, розвитку демократії, соціально-екон. та політ. реформ, відстоюванні конституційних прав і свобод людини і громадянина. Статут і малюнок ордена Свободи затверджені Указом Президента України 20 травня 2008. Серед перших нагороджених орденом Свободи — король Швеції Карл XVI Густав, голова правління Укр. Гельсінкської спілки Є.Захаров (Харків), письменник, правозахисник Є.Сверстюк (Київ), громад.,політ. діяч С.Хмара (Львів) і Ангела Меркель. Станом на 10 березня 2010 орденом Свободи нагороджено 23 особи. Автори знака ордена — О.Сопов, О.Тарасюк,

## Орден князя Ярослава Мудрого
Орден кн. Ярослава Мудрого встановлений як відзнака Президента України 23 серпня 1995 для нагородження громадян за видатні заслуги перед Україною в галузі держ. буд-ва, зміцнення міжнар. авторитету України, розвитку економіки, науки, освіти, к-ри, мист-ва, охорони здоров'я, за визначну доброчинницьку, гуманістичну та громад. діяльність. Нагородження орденом кн. Ярослава Мудрого громадян України здійснюється послідовно, починаючи з 5-го ст., громадян іноз. д-в — відповідно до займаної держ. посади та сфери діяльності, зокрема 1-м ст. нагороджуються глави суверенних д-в, 2-м ст. — глави урядів і парламентів суверенних д-в, видатні держ. і громад. діячі, 3-м ст. — міністри закордонних справ, керівники ін. зовнішньополіт. відомств, посли іноз. д-в в Україні, 4-м і 5-м ст. — відомі вчені, митці, письменники, реліг. діячі, бізнесмени, правозахисники, спортсмени та ін. особи. Нагородження орденом кн. Ярослава Мудрого проводиться виключно за поданням Комісії держ. нагород та геральдики при Президентові України. Девіз ордена кн. Ярослава Мудрого — «Мудрість, честь, слава». Знак ордена кн. Ярослава Мудрого 1-го ст. носять на орденському ланцюгу, одну зірку ордена — з лівого боку грудей, другу — на плечовій нагородній стрічці нижче банта, плечову нагородну стрічку — через праве плече, 2-го і 3-го ст. — на шийній стрічці, 4-го і 5-го ст. — на орденській колодці. Автори знака ордена — худож. О.Івахненко, скульп. В.Швецов.
Першими кавалерами ордена кн. Ярослава Мудрого стали співачка, нар. арт. України О.Басистюк, правознавець, віце-президент Академії правових наук України Ф.Бурчак, ген. директор — худож. керівник Нац. академічного театру опери і балету України ім. Т.Шевченка А.Мокренко (24 серпня 1995). Першими повними кавалерами ордена кн. Ярослава Мудрого серед громадян України стали предстоятель УПЦ, митрополит Київський і всієї України Володимир (Сабодан), предстоятель УПЦ КП, патріарх Київський і всієї Руси-України Філарет (22 липня 2008), президент НАН України, академік Б.Патон (27 листопада 2008). Станом на 10 березня 2010 орденом кн. Ярослава Мудрого 5-го ст. нагороджено 583 особи, 4-го ст. — 108 осіб, 3-го ст. — 53, 2-го ст. — 20, 1-го ст. — 50 осіб, серед яких — голови 40-ка суверенних держав.

## Орден «За заслуги»
Орден «За заслуги» бере початок від Почесної відзнаки Президента України, встановленої Указом Президента України 18 серпня 1992 для нагородження громадян за особисті заслуги в розбудові суверенної, демократ. д-ви, розвитку економіки, науки і к-ри України, за активну миротворчу, доброчинну, милосердну, громад. діяльність. Конкурс на розробку знака відзнаки проходив з 31 березня по 14 квітня 1992, в ньому представлено 20 проектів, серед яких переміг проект худож. Ю.Харабета. Перші знаки відзнаки виготовлено на спільному підпр-ві фірми «Інтерхоббіекспо» (Донецьк). При врученні відзнаки нагородженому вручалася мініатюра відзнаки і грамота про нагородження, яка підписувалася Президентом України. Перші 12 указів Президента України про нагородження Почесною відзнакою Президента України підписані 21 серпня 1992, а перше нагородження відбулося 22 серпня 1992: письменник О.Гончар, Надзвичайний і Повноважний посол України в Канаді Л.Лук'яненко, керівник Авіац. науково-тех. комплексу ім. Антонова П.Балабуєв, директор Ін-ту кормів Укр. аграрної АН А.Бабич, поетеса Л.Костенко та ін. З 18 серпня 1992 по 22 вересня 1996 Почесною відзнакою Президента України нагороджено 615 осіб.
22 вересня 1996 указом Президента України Почесну відзнаку Президента України було перетворено на президентську відзнаку — орден «За заслуги» 3-х ст., для нагородження громадян за видатні особисті досягнення в галузі екон., науково-тех., соціально-культ. розвитку і держ. буд-ва. Автор знака орденів 2-го і 1-го ст. — мистецтвознавець І.Безгін. Виготовлення орденів здійснювалося на ВАТ «Українські ювеліри» (Київ). Першими кавалерами ордена «За заслуги» 1-го ст. стали голова правління АТ «Сумське машинобудівне науково-виробниче об'єднання імені М.Фрунзе» В.Лук'яненко (17 жовтня 1997), П.Балабуєв (26 січня 1998), голова правління АТ «Трест Київміськбуд-6» холдингової компанії «Київміськбуд» І.Даниленко (2 жовтня 1998). Станом на 10 березня 2010 орденом «За заслуги» нагороджено бл. 10,4 тис. осіб, у тому числі 1-го ст. — 396 осіб, 2-го ст. — 1462 особи.

## Орден Богдана Хмельницького
Орден Богдана Хмельницького встановлено Указом Президента України 3 травня 1995 як президентську відзнаку для нагородження громадян України за особливі заслуги в захисті держ. суверенітету, територіальної цілісності, у зміцненні обороноздатності та безпеки України. Першими кавалерами ордена Богдана Хмельницького стали учасники Великої вітчизн. війни Рад. Союзу 1941–45 Герой Соц. Праці М.Величко, І.Герасимов, Герой Рад. Союзу В.Квітинський, Герой Соц. Праці Л.Мала, двічі Герой Рад. Союзу О.Молодчий (7 травня 1995). Указом Президента України від 14 жовтня 1999 орденом Богдана Хмельницького нагороджено Героїв Рад. Союзу — учасників Великої вітчизн. війни рад. Союзу 1941–45, осіб, нагороджених Слави орденом 3-х ст., осіб, нагороджених 4-ма і більше медалями «За відвагу», осіб офіцерського складу — учасників бойових дій у Великій вітчизн. війні Рад. Союзу 1941–45. За цим указом орденом Богдана Хмельницького нагороджено бл. 100 тис. осіб. Окрім цього, за персональними указами Президента України орденом Богдана Хмельницького станом на 10 березня 2010 відзначено бл. 700 осіб, у тому числі 1-го ст. — 30 осіб, 2-го ст. — 218 осіб. Першими повними кавалерами ордена Богдана Хмельницького стали голова Орг-ції ветеранів України І.Герасимов, генерал-полковник ЗС України В.Петров (5 травня 1999), керівник Держ. управління справами Ю.Дагаєв (4 серпня 2000), Міністр оборони України О.Кузьмук (23 серпня 2001). На відміну від ін. орденів України орден Богдана Хмельницького носиться на правому боці грудей. Автор знака ордена — худож. О.Руденко.

## Орден «За мужність»
Орден «За мужність» бере початок від встановлених Указом Президента України від 29 квітня 1995 президентських відзнак — зірки «За мужність» і хреста «За мужність». Зіркою «За мужність» нагороджувалися військовослужбовці, працівники правоохоронних органів та ін. особи за виняткову особисту мужність і героїзм, виявлені під час виконання військ., службового, громад. обов'язку в умовах, пов'язаних із ризиком для життя. Хрестом «За мужність» відзначалися заслуги особи у зміцненні обороноздатності і безпеки України, охороні громад. порядку, боротьбі зі злочинністю, за мужність і відвагу, виявлені під час рятування людей, матеріальних цінностей, ліквідації наслідків стихійного лиха, пожеж, катастроф, а також ін. надзвичайних обставин. Зіркою «За мужність» першим був нагороджений посмертно підполковник міліції М.Яковенко (7 травня 1995), а серед перших нагороджених хрестом «За мужність» — командир сторожового корабля, капітан 2-го рангу С.Зарва, старший бортовий авіац. технік-інструктор Нац. гвардії України, капітан гвардії А.Оченашенко, міліціонер патрульно-постової служби, старшина міліції А.Савков. Усього зіркою «За мужність» нагороджено 9 осіб, хрестом «За мужність» — 88 осіб. Указом Президента України від 21 серпня 1996 встановлено президентську відзнаку — орден «За мужність» для відзначення військовослужбовців, працівників правоохоронних органів та ін. осіб за особисті мужність і героїзм, виявлені при рятуванні людей, матеріальних цінностей під час ліквідації наслідків надзвичайних ситуацій, у боротьбі зі злочинністю, а також в ін. випадках при виконанні військ., службового, громадян. обов'язку в умовах, пов'язаних із ризиком для життя. Указом Президента України від 14 жовтня 1999 орденом «За мужність» нагороджено осіб рядового, сержантського та старшинського складу — учасників бойових дій у Великій вітчизн. війні Рад. Союзу 1941–45. За цим указом нагороджено 345,7 тис. осіб. За персональними указами Президента України станом на 10 березня 2010 орденом «За мужність» 1-го ст. відзначено 85 осіб, 2-го ст. — 134, 3-го ст. — 1612 осіб. Серед осіб, удостоєних знака ордена 1-го ст., — діяч правозахисного руху П.Григоренко (посмертно; 17 жовтня 1997), перший космонавт незалежної України Л.Каденюк (19 січня 1998), нар. депутат України І.Білас (13 квітня 2001).

## Орден княгині Ольги
Орден княгині Ольги встановлений Указом Президента України 15 серпня 1997 як президентська відзнака для нагородження жінок за видатні заслуги в держ., вироб., громад., наук., освітянській, культ., доброчинницькій та ін. сферах сусп. діяльності, виховання дітей у сім'ї. Серед перших нагороджених орденом кн. Ольги — ректор Харків. гуманітарного ін-ту «Народна українська академія», д-р істор. н., проф. В.Астахова, голова міжнар. орг-ції «Жіноча громада» М.Драч, директор Ін-ту педіатрії, акушерства та гінекології Академії мед. наук України, д-р мед. н., академік НАН України та Академії мед. наук України О.Лук'янова, нар. арт. України Н.Матвієнко, голова Спілки жінок України М.Орлик, голова громад. орг-ції «Союз українок» А.-С.Пашко (18 серпня 1997). Першими кавалерами ордена кн. Ольги 1-го ст. стали дворазова чемпіонка Олімпійських ігор Я.Клочкова (6 жовтня 2000), співачка, нар. арт. України Р.Кириченко (3 березня 2001), співачка, нар. арт. України С.Ротару (6 березня 2002), Міністр України у справах сім'ї, дітей та молоді В.Довженко (23 серпня 2004). Станом на 10 березня 2010 орденом кн. Ольги 3-го ст. нагороджено 2378 жінок, з них 2-го ст. — 155, 1-го ст. — 43 жінки.

## Орден Данила Галицького
Орден Данила Галицького встановлено Законом України 20 лютого 2003. Комісією держ. нагород і геральдики 30 квітня — 15 червня 2003 проведено всеукр. конкурс на розроблення проекту знака ордена, підсумки якого розглянуто комісією 9 липня 2003. Статут ордена Данила Галицького, опис і малюнок знака ордена затверджені Указом Президента України 30 липня 2003. Орденом нагороджуються військовослужбовці ЗС України та ін. військ. формувань, утворених відповідно до законів України, держ. службовці за значний особистий внесок у розбудову України, сумлінне та бездоганне служіння укр. народові. Орденом Данила Галицького нагороджуються виключно громадяни України. Девіз ордена — «Батьківщина і честь». Серед перших кавалерів ордена — голова Держ. к-ту України у справах ветеранів С.Червонописький, полковник міліції В.Маликов, полковник податкової міліції України В.Купльовський, генерал-майор міліції М.Манін, генерал-майор мед. служби ЗС України В.Мегедь. Станом на 10 березня 2010 орденом відзначено 653 особи. Автори дизайну знака ордена — Д.Акімов і А.Шиян.

## Орден «За доблесну шахтарську працю»
Орден «За доблесну шахтарську працю» встановлено Законом України «Про підвищення престижності шахтарської праці» 2 вересня 2008. Статут ордена затверджений Указом Президента України 30 квітня 2009. Орденом нагороджуються працівники, які видобувають вугілля, залізну руду, руди кольорових і рідких металів, марганцеві та уранові руди, працівники шахтодобувних підпр-в, зайняті на підземних роботах повний робочий день. Перше нагородження здійснено Указом Президента України 27 серпня 2010. Орденом 3-го ст. відзначено 19 осіб, серед яких В. Я. Бойко — бригадир прохідників акціонерного т-ва «Вугільна компанія „Шахта Красноармійська-Західна № 1“», Донец. обл., С. С. Бражинський — начальник дільниці відокремленого підрозділу «Червоний партизан» держ. підприємства «Свердловантрацит», Луган. обл., О. Б. Брігневич — прохідник орендного підприємства «Шахта імені О. Ф. Засядька», м. Донецьк. Автор дизайну знака ордена — худож. О.Руденко.